# Surmont
Surmont és un municipi francès del Cantó de Clerval (departament del Doubs, regió de Borgonya - Franc Comtat). L'any 2007 tenia 129 habitants.

## Demografia

### Població
El 2007 la població de fet de Surmont era de 129 persones. Hi havia 52 famílies de les quals 12 eren unipersonals (12 dones vivint soles i 12 dones vivint soles), 16 parelles sense fills, 20 parelles amb fills i 4 famílies monoparentals amb fills.
La població ha evolucionat segons el següent gràfic:
Habitants censats

### Habitatges
El 2007 hi havia 61 habitatges, 52 eren l'habitatge principal de la família, 6 eren segones residències i 3 estaven desocupats. 59 eren cases i 2 eren apartaments. Dels 52 habitatges principals, 42 estaven ocupats pels seus propietaris, 4 estaven llogats i ocupats pels llogaters i 6 estaven cedits a títol gratuït; 1 tenia dues cambres, 3 en tenien tres, 6 en tenien quatre i 42 en tenien cinc o més. 45 habitatges disposaven pel capbaix d'una plaça de pàrquing. A 31 habitatges hi havia un automòbil i a 17 n'hi havia dos o més.

### Piràmide de població
La piràmide de població per edats i sexe el 2009 era:
| Homes | Edats   | Dones |
| ----- | ------- | ----- |
| 0     | 95 o +  | 0     |
| 0     | 90 a 94 | 0     |
| 0     | 85 a 89 | 0     |
| 0     | 80 a 84 | 0     |
| 4     | 75 a 79 | 0     |
| 4     | 70 a 74 | 4     |
| 8     | 65 a 69 | 4     |
| 4     | 60 a 64 | 8     |
| 0     | 55 a 59 | 0     |
| 0     | 50 a 54 | 0     |
| 0     | 45 a 49 | 0     |
| 12    | 40 a 44 | 4     |
| 4     | 35 a 39 | 8     |
| 12    | 30 a 34 | 12    |
| 0     | 25 a 29 | 0     |
| 0     | 20 a 24 | 0     |
| 0     | 15 a 19 | 0     |
| 0     | 10 a 14 | 8     |
| 12    | 5 a 9   | 20    |
| 4     | 0 a 4   | 28    |

## Economia
El 2007 la població en edat de treballar era de 73 persones, 49 eren actives i 24 eren inactives. De les 49 persones actives 47 estaven ocupades (27 homes i 20 dones) i 2 estaven aturades (1 home i 1 dona). De les 24 persones inactives 8 estaven jubilades, 11 estaven estudiant i 5 estaven classificades com a «altres inactius».

### Ingressos
El 2009 a Surmont hi havia 54 unitats fiscals que integraven 131 persones, la mediana anual d'ingressos fiscals per persona era de 13.443 €.

### Activitats econòmiques
Dels 2 establiments que hi havia el 2007, 1 era d'una empresa de fabricació d'altres productes industrials i 1 d'una empresa de construcció.
L'únic servei als particulars que hi havia el 2009 era una fusteria.
L'any 2000 a Surmont hi havia 12 explotacions agrícoles.

## Poblacions properes
El següent diagrama mostra les poblacions més properes.